# Lepidopsetta
Lepidopsetta — рід правобоких камбалоподібних риб родини камбалових (Pleuronectidae). Рід поширений на півночі Тихого океану.

## Класифікація
Рід містить три види:
- Lepidopsetta bilineata (Ayres, 1855)
- Lepidopsetta mochigarei Snyder, 1911
- Lepidopsetta polyxystra J. W. Orr & Matarese, 2000